# Trio de West Memphis
O Trio de West Memphis é composto por três homens que, quando adolescentes, em 1994, foram julgados e condenados pelos assassinatos de três meninos em West Memphis, Arkansas, em 1993. Damien Echols foi condenado à morte, Jessie Misskelley, Jr. a prisão perpétua mais duas sentenças de 20 anos, e Jason Baldwin a prisão perpétua. Durante o julgamento, a promotoria afirmou que as crianças foram mortas como parte de um ritual satânico.
Em julho de 2007, novas evidências forenses foram apresentadas no caso. Um relatório de status emitido conjuntamente pelo estado e pela equipe de defesa declarou: "Embora a maior parte do material genético recuperado da cena seja atribuível às vítimas das ofensas, algumas delas não podem ser atribuídas às vítimas ou aos réus".
Em 29 de outubro de 2007, a defesa interpôs um Segundo Auto de Habeas Corpus, descrevendo as novas evidências. Após uma decisão de 2010 da Suprema Corte do Arkansas a respeito de provas de DNA recém-produzidas e conduta imprópria de jurados, o Trio de West Memphis negociou um acordo judicial com promotores. Em 19 de agosto de 2011, eles entraram em pedidos de Alford, o que lhes permitiu afirmar sua inocência, reconhecendo que os promotores têm provas suficientes para condená-los. O juiz David Laser aceitou os fundamentos e condenou os três a tempo de serviço. Eles foram libertados com sentenças suspensas de 10 anos, tendo cumprido 18 anos e 78 dias de prisão.
Vários documentários exploraram o caso. Celebridades e músicos realizaram captação de recursos na crença de que os três homens são inocentes e receberam muito apoio da mídia após esta os considerar inocentes.

## O crime
Em 5 de maio de 1993, três garotos de 8 anos - Steve Branch, Michael Moore e Christopher Byers foram dados como desaparecidos. O primeiro relatório para a polícia foi feito pelo pai adotivo de Byers, John Mark Byers, por volta das 19 horas. Os garotos foram vistos pela última vez juntos por três vizinhos, que em declarações, contaram vê-los tocando juntos, e que por volta das 18h30 da noite eles desapareceram, e que viram Terry Hobbs, padrasto de Steve Branch, chamando-os para voltar para casa. As buscas policiais iniciais feitas naquela noite eram limitadas. Amigos e vizinhos também realizaram uma busca naquela noite, que incluiu uma visita superficial ao local onde os corpos foram encontrados mais tarde. 
Uma busca policial mais completa para as crianças começou por volta das 8h da manhã do dia 6 de maio, liderada pelo pessoal de Busca e Resgate do Condado de Crittenden. Os pesquisadores vasculharam todo o West Memphis, mas se concentraram principalmente em Robin Hood Hills, onde os garotos foram vistos pela última vez. 
Apesar de uma busca ombro-a-ombro de Robin Hood Hills por uma cadeia humana, os pesquisadores não encontraram nenhum sinal dos meninos desaparecidos.
Por volta das 13h45, o oficial de liberdade condicional juvenil Steve Jones viu o sapato preto de um garoto flutuando em um riacho lamacento que levava a um grande canal de drenagem em Robin Hood Hills. Uma busca subseqüente da vala revelou os corpos de três meninos. Tinham sido despidos e amarrados com os próprios cadarços: os tornozelos direitos amarrados aos pulsos direitos nas costas, o mesmo com os braços e pernas esquerdos. Suas roupas foram encontradas no riacho, algumas delas enroladas em torno de gravetos que haviam sido jogados na cama de vala enlameada. A roupa estava quase toda virada do avesso; dois pares de roupas íntimas dos meninos nunca foram recuperados. Christopher Byers teve lacerações em várias partes do corpo e mutilação d

## Vítimas
Stevie Edward Branch, Christopher Byers e Michael Moore, eram todos alunos da segunda série da Weaver Elementary School. Cada um deles alcançou o posto de "Lobo" no bando de escoteiros local, e eles eram melhores amigos.

### Steve Edward Branch
Stevie Branch era o filho de Steven e Pamela Branch, que se divorciaram quando ele era criança. Sua mãe foi concedida a custódia e mais tarde se casou com Terry Hobbs. Branch tinha oito anos de idade, 1,27m de altura, pesava 30Kg e tinha cabelos loiros. Ele foi visto pela última vez vestindo jeans e uma camiseta branca, e andando de bicicleta preta e vermelha. Ele era um estudante de honra. Ele morava com sua mãe, Pamela Hobbs, seu padrasto, Terry Hobbs, e uma meia-irmã de quatro anos, Amanda. Steve Edward Branch está enterrado no cemitério Mount Zion, em Steele, Missouri.

### Christopher Mark Byers
Christopher Byers filho de Melissa DeFir e Ricky Murray. Seus pais se divorciaram quando ele tinha quatro anos de idade; Pouco depois, sua mãe se casou com John Mark Byers, que adotou o menino. Byers tinha oito anos de idade, 1,21m de altura, pesava 23,5Kg e tinha cabelos castanho claro. Ele foi visto pela última vez vestindo jeans azul, sapatos escuros e uma camisa branca de mangas compridas. Ele morava com sua mãe, Sharon Melissa Byers, seu pai adotivo, John Mark Byers, e seu meio-irmão, Shawn Ryan Clark, de 13 anos. Segundo sua mãe, Christopher era um típico garoto de oito anos. "Ele ainda acreditava no coelhinho da Páscoa e no Papai Noel". Christopher Mark Byers esta enterrado no Cemitério Forest Hill East, em Memphis, Tennessee.

### James Michael Moore
Michael Moore era o filho de Todd e Dana Moore. Ele tinha oito anos de idade, 1,27m de altura, pesava 25Kg e tinha cabelos castanhos. Ele foi visto pela última vez vestindo calças azuis, uma camisa azul do Boy Scouts of America, e um chapéu de escoteiro laranja e azul, e andando de bicicleta verde-clara. Moore gostava de usar seu uniforme de escoteiro mesmo quando não estava em reuniões. Ele foi considerado o líder dos três. Ele morava com seus pais e sua irmã de nove anos, Dawn. James Michael Moore está enterrado no cemitério Crittenden Memorial Park, em Marion, Arkansas.

### Memorial de West Memphis Three vítimas
Em 1994, um memorial foi erguido para as três vítimas de assassinato. O memorial está localizado no playground da Weaver Elementary School, em West Memphis, onde todas as três vítimas eram da segunda série na época do crime. Em maio de 2013, no 20º aniversário dos assassinatos, a diretora da Weaver Elementary School, Sheila Grissom, arrecadou fundos para reformar o memorial.

## Suspeitos

### Baldwin, Echols e Misskelley
Na época de suas detenções, Jessie Misskelley, Jr. tinha 17 anos, Jason Baldwin tinha 16 anos e Damien Echols tinha 18 anos. Baldwin e Echols haviam sido presos anteriormente por vandalismo e roubo em lojas, respectivamente, e Misskelley tinha uma reputação de temperamento de se envolver em brigas com outros adolescentes na escola. Misskelley e Echols haviam abandonado o ensino médio; no entanto, Baldwin obteve notas altas e demonstrou um talento para desenhar e esboçar, e foi incentivado por um de seus professores a estudar design gráfico na faculdade. Echols e Baldwin eram amigos íntimos e ligados por seus gostos similares em música e ficção, e por sua aversão compartilhada pelo clima cultural prevalecente de West Memphis, situado no Cinturão da Bíblia. Baldwin e Echols estavam familiarizados com Misskelley da escola, mas não eram amigos íntimos dele. A família de Echols era pobre e recebia visitas frequentes de assistentes sociais, e ele raramente frequentava a escola. Ele e uma namorada tinham fugido e depois invadiram um trailer durante uma tempestade de chuva; eles foram presos, embora apenas Echols tenha sido acusado de roubo. Echols passou vários meses em uma instituição mental em Arkansas e depois recebeu o status de "deficiência total" da Administração da Previdência Social.   
Durante o julgamento de Echols, o Dr. George W. Woods testemunhou (para a defesa) que Echols sofria de: doença mental grave caracterizada por delírios grandiosos e persecutórios, alucinações auditivas e visuais, processos de pensamento desordenados, falta substancial de insight e humor crônico e incapacitante. Em sua sentença de pena de morte, o psicólogo de Echols relatou que meses antes dos assassinatos, Echols alegou que ele obtém super poderes bebendo sangue humano. No momento de sua prisão, Echols trabalhava meio período em uma empresa de telhados e tinha uma namorada, Domini Teer. 

### Chris Morgan e Brian Holland
No início da investigação, o WMPD considerou brevemente dois adolescentes de West Memphis como suspeitos. Chris Morgan e Brian Holland, ambos com histórias de delitos de drogas, haviam partido abruptamente para Oceanside, Califórnia, quatro dias depois que os corpos foram descobertos. Presume-se que Morgan esteja pelo menos casualmente familiarizado com todos os três garotos assassinados, tendo anteriormente dirigido uma rota de caminhões de sorvete em sua vizinhança.
Presos em Oceanside em 17 de maio de 1993, Morgan e Holland fizeram exames de polígrafo administrados pela polícia da Califórnia. Examinadores relataram que os dois mapas dos homens indicaram engano quando negaram envolvimento nos assassinatos. Durante o interrogatório subsequente, Morgan alegou uma longa história de uso de drogas e álcool, juntamente com apagões e lapsos de memória.  
Ele alegou que ele "poderia ter" matado as vítimas, mas rapidamente retratou essa parte de sua declaração. 
A polícia da Califórnia enviou amostras de sangue e urina de Morgan e Holland para o WMPD, mas não há indicação de que o WMPD tenha investigado Morgan ou Holland como suspeitos após sua prisão na Califórnia. A relevância da declaração retratada de Morgan seria posteriormente debatida no julgamento, mas acabou sendo barrada na admissão como prova. 

### "Mr. Bojangles"
A citação de um homem negro como suspeito alternativo possível estava implícita durante o início do julgamento de Misskelley. De acordo com policiais locais de West Memphis, na noite de 5 de maio de 1993, às 8h42, trabalhadores do restaurante Bojangles, localizado a cerca de um quilômetro da cena do crime em Robin Hood Hills, relataram ter visto um homem negro que parecia "mentalmente desorientado" dentro do banheiro feminino do restaurante. O homem estava sangrando e roçou as paredes do banheiro. A diretora Regina Meeks respondeu à ligação, levando o relatório do gerente do restaurante pela janela do drive-through do restaurante. Até então, o homem havia saído e a polícia não entrou no banheiro naquela data. No dia em que os corpos das vítimas foram encontrados, o dono do Bojangles, Marty King, achando que havia uma possível conexão com o homem sangrento encontrado no banheiro, relatou o incidente a policiais que então inspecionaram o banheiro feminino. King deu aos policiais um par de óculos de sol que ele achava que o homem havia deixado para trás, e os detetives pegaram algumas amostras de sangue das paredes e ladrilhos do banheiro. O detetive da polícia, Bryn Ridge, testemunhou que ele mais tarde perdeu aquelas amostras de sangue. Um cabelo identificado como pertencente a um homem negro foi posteriormente recuperado de um lençol enrolado em torno de uma das vítimas. 

## Investigação

### Evidências e entrevistas
Os policiais James Sudbury e Steve Jones sentiram que o crime tinha conotação de "culto" e que Damien Echols poderia ser um suspeito porque ele tinha interesse em ocultismo, e Jones achava que Echols era capaz de assassinar crianças. A polícia entrevistou Echols em 7 de maio, dois dias depois da descoberta dos corpos. Durante um exame de polígrafo, ele negou qualquer envolvimento. O examinador de polígrafo alegou que a carta de Echols indicava decepção.  Em 9 de maio, durante uma entrevista formal do detetive Bryn Ridge, Echols mencionou que uma das vítimas tinha feridas nos genitais; a polícia viu esse conhecimento como incriminador.
Depois que um mês se passou com pouco progresso no caso, a polícia continuou a concentrar sua investigação em Echols, interrogando-o com mais frequência do que qualquer outra pessoa. No entanto, eles alegaram que ele não era considerado um suspeito direto, mas uma fonte de informação. 
Em 3 de junho, a polícia interrogou Jessie Misskelley, Jr. Apesar de seu QI de 72 (categorizando-o como funcionamento intelectual limítrofe) e seu status como menor, foi interrogado sozinho por cerca de 12 horas; seus pais não estavam presentes durante o interrogatório. O pai de Misskelley deu permissão para o filho ir com a polícia, mas não deu permissão explícita para que seu filho fosse interrogado. Apenas dois segmentos, totalizando 46 minutos, foram registrados, rapidamente retratou sua confissão, citando intimidação, coerção, fadiga e ameaças veladas da polícia. Misskelley disse especificamente que estava "com medo da polícia" durante essa confissão.
Embora ele tenha sido informado de seus direitos Miranda, Misskelley afirmou mais tarde que não os compreendia completamente. Em 1996, a Suprema Corte do Arkansas decidiu que a confissão de Misskelley era voluntária e que ele, de fato, entendia o alerta de Miranda e suas conseqüências. Partes das declarações de Misskelley à polícia foram vazadas para a imprensa e relatadas na primeira página do Recurso Comercial de Memphis antes de qualquer um dos julgamentos começarem.
Pouco depois da primeira confissão de Misskelley, a polícia prendeu Echols e seu amigo íntimo Baldwin. Oito meses após sua confissão original, em 17 de fevereiro de 1994, Misskelley fez outra declaração à polícia. Seu advogado, Dan Stidham, permaneceu na sala e aconselhou continuamente Misskelley a não dizer nada mas ignorou esse conselho e passou a detalhar como os meninos foram abusados e assassinados. Stidham, que mais tarde foi eleito para um julgamento municipal, escreveu uma crítica detalhada do que ele afirma serem os principais erros e equívocos policiais durante sua investigação. Stidham fez comentários semelhantes durante uma entrevista no programa de rádio em maio de 2010.

### Vicki Hutcheson
Vicki Hutcheson, uma nova moradora de West Memphis, teria um papel importante na investigação, embora mais tarde ela retratasse seu testemunho, afirmando que suas declarações foram fabricadas devido em parte à coerção da polícia. Em 6 de maio de 1993 (antes que as vítimas fossem encontradas mais tarde no mesmo dia), Hutcheson fez um exame de polígrafo pelo Detetive Don Bray, do Departamento de Polícia de Marion, para determinar se roubara ou não dinheiro de seu empregador em West Memphis. O jovem filho de Hutcheson, Aaron, também estava presente e provou ser uma distração tão grande que Bray não conseguiu administrar o polígrafo. Aaron, um companheiro dos meninos assassinados, mencionou a Bray que os meninos tinham sido mortos no "teatro". Quando os corpos provaram ter sido descobertos perto de onde Aaron indicou, Bray pediu a Aaron mais detalhes, e Aaron afirmou que ele tinha testemunhado os assassinatos cometidos por satanistas que falavam espanhol. Afirmações adicionais de Aaron foram descontroladamente inconsistentes, ele foi incapaz de identificar Baldwin, Echols, ou Misskelley de ordens, e não havia "teatro" no local indicado por Aaron. Um policial vazou partes das declarações de Aaron para a imprensa, contribuindo para a crescente crença de que os assassinatos eram parte de um rito satânico. 
Por volta de 1 de junho de 1993, Hutcheson concordou em policiar sugestões para colocar microfones escondidos em sua casa durante um encontro com os Echols. Misskelley concordou em apresentar Hutcheson a Echols.
Durante a conversa, Hutcheson relatou que Echols não fez declarações incriminatórias. A polícia disse que a gravação foi "inaudível", mas Hutcheson afirmou que a gravação foi audível. Em 2 de junho de 1993, Hutcheson disse à polícia que cerca de duas semanas após o assassinato, ela, Echols e Misskelley compareceram a uma reunião da Wicca em Turrell, Arkansas. Hutcheson alegou que, na reunião wiccaniana, um Echols bêbado abertamente se gabava de matar os três meninos. Misskelley foi questionada pela primeira vez em 3 de junho de 1993, um dia depois da suposta confissão de Hutcheson.
Hutcheson nunca foi acusada de roubo. Ela alegou ter implicado Echols e Misskelley para evitar enfrentar acusações criminais e obter uma recompensa pela descoberta dos assassinos.

## Julgamentos
Misskelley foi julgado separadamente, e Echols e Baldwin foram julgados juntos em 1994. Sob a "regra de Bruton", a confissão de Misskelley não podia ser admitida contra seus co-réus; assim ele foi julgado separadamente. Todos os três acusados se declararam inocentes.

### Julgamento de Misskelley
Durante o julgamento de Misskelley, o Dr. Richard Ofshe, especialista em falsas confissões e coerção policial, e professor de Sociologia na UC Berkeley, testemunhou que a breve gravação do interrogatório de Misskelley era um "exemplo clássico" de coerção policial. Críticos também declararam que as várias "confissões" de Misskelley eram inconsistentes em muitos aspectos, assim como os detalhes da cena do crime e das vítimas de assassinato, incluindo (por exemplo) uma "admissão" que Misskelley viu Damien estuprar uma das vítimas meninos. A polícia inicialmente suspeitou que as vítimas haviam sido estupradas porque seus ânus estavam dilatados.  
No entanto, não havia provas forenses indicando que os meninos assassinados haviam sofrido violência sexual. A dilatação do ânus é uma condição normal após a morte. Em 5 de fevereiro de 1994, Misskelley foi condenado por um júri de uma acusação de homicídio em primeiro grau e duas acusações de homicídio em segundo grau. O tribunal condenou-o à vida mais 40 anos de prisão. Sua condenação foi apelada, mas a Suprema Corte do Arkansas confirmou a condenação. 

### Julgamento de Echols e Baldwin
Três semanas depois, Echols e Baldwin foram a julgamento. A promotoria acusou os três jovens de cometerem um assassinato satânico. A acusação chamou Dale W. Griffis, um graduado da Unaccredited Columbia Pacific University, como um especialista no ocultismo para testemunhar os assassinatos, disse se tratar de um ritual satânico. Em 19 de março de 1994, Echols e Baldwin foram considerados culpados em três acusações de assassinato. O tribunal condenou Echols à morte e Baldwin à prisão perpétua.
No julgamento, a equipe de defesa argumentou que os artigos de notícias da época poderiam ter sido a fonte do conhecimento de Echols sobre a mutilação genital, e Echols disse que seu conhecimento era limitado ao que estava "na TV".
A promotoria alegou que o conhecimento de Echols era, no entanto, muito próximo dos fatos, já que não havia relatos públicos de afogamento ou que uma vítima havia sido mutilada mais do que as outras. Echols testemunhou que a descrição do Detective Ridge de sua conversa anterior (que não foi registrada) em relação a esses detalhes em particular era imprecisa (e de fato que algumas outras afirmações de Ridge eram "mentiras"). Mara Leveritt, jornalista investigativa e autora de Devil's Knot, argumenta que as informações de Echols podem ter vindo de vazamentos policiais, como os comentários do detetive Gitchell a Mark Byers, que circularam entre o público local. A equipe de defesa objetou quando a promotoria tentou questionar Echols sobre seus comportamentos violentos do passado, mas as objeções de defesa foram anuladas.

## Rescaldo

### Crítica da investigação
Houve críticas generalizadas de como a polícia lidou com a cena do crime. O ex-advogado de Misskelley, Dan Stidham, cita vários erros substanciais da polícia na cena do crime, caracterizando-a como "literalmente pisoteada, especialmente no leito do riacho". Os corpos, disse ele, foram removidos da água antes que o legista chegasse para examinar a cena e determinar o estado de rigor mortis, permitindo que os corpos se deteriorassem na margem do córrego e fossem expostos à luz do sol e a insetos. A polícia não telefonou ao médico legista até quase duas horas após a descoberta do sapato flutuante, resultando em uma aparição tardia do legista. As autoridades não conseguiram drenar o riacho de maneira oportuna e assegurar possíveis evidências na água (o riacho foi ensacado após os corpos serem retirados da água).
Além disso, Stidham chama a investigação do legista de "extremamente abaixo do padrão" havia uma pequena quantidade de sangue encontrada na cena que nunca foi testada. De acordo com os documentários da HBO Paradise Lost: The Child Murders em Robin Hood Hills (1996) e Paradise Lost 2: Revelations (2000), nenhum sangue foi encontrado na cena do crime, indicando que o local onde os corpos foram encontrados não era necessariamente o qual os assassinatos ocorreram.  
Após a investigação inicial, a polícia não conseguiu controlar a divulgação de informações e especulações sobre a cena do crime.
De acordo com Leveritt, "os registros policiais eram uma bagunça. Chamar de desordenados seria dizer o mínimo" .  Leveritt especulou que a pequena força policial local estava sobrecarregada pelo crime, que era diferente de qualquer outra que já haviam investigado. A polícia recusou uma oferta não solicitada de ajuda e consulta dos especialistas em crimes violentos da Polícia Estadual do Arkansas, e os críticos sugeriram que isso se deve ao fato de o WMPD estar sendo investigado pela Polícia do Estado de Arkansas por suspeita de roubo da força-tarefa antidrogas do condado de Crittenden. Leveritt observou ainda que algumas das evidências físicas foram armazenadas em sacos de papel obtidos em supermercados (com o nome do supermercado impresso nos sacos) e não em recipientes de origem conhecida e controlada.
Quando a polícia especulou sobre o agressor, o oficial de justiça juvenil que assistia na cena dos assassinatos especulou que Echols era "capaz" de cometer os assassinatos ", afirmando:" parece que Damien Echols finalmente matou alguém. "
Brent Turvey, um cientista forense e criador de perfis criminais, afirmou no filme Paradise Lost 2 que marcas de mordidas humanas poderiam ter sido deixadas em pelo menos uma das vítimas. No entanto, essas possíveis marcas de mordida foram observadas pela primeira vez em fotografias anos após os testes e não foram inspecionadas por um examinador médico certificado até quatro anos após os assassinatos.  
O perito da defesa testemunhou que a marca em questão não era uma marca de mordida de adulto, enquanto os especialistas apresentados pelo Estado concluíram que não havia nenhuma marca de mordida. Os peritos do Estado tinham examinado os corpos reais para quaisquer marcas, e outros conduziam uma análise fotográfica especializada dos ferimentos. Após uma análise mais aprofundada, concluiu-se que, se as marcas fossem marcas de mordida, não correspondiam aos dentes de nenhum dos três condenados. 

## Apelações e novas evidências
Em maio de 1994, os três acusados recorreram de suas condenações; as condenações foram mantidas com recurso direto. Em junho de 1996, o advogado de Misskelley, Dan Stidham, estava preparando um recurso para a Suprema Corte dos EUA. Em 2007, a Echols solicitou um novo julgamento, com base num estatuto que permite o teste pós-condenação das provas de DNA, devido aos avanços tecnológicos realizados desde 1994, que podem fornecer a exoneração dos condenados injustamente. No entanto, o juiz de primeira instância, juiz David Burnett, não permitiu a apresentação dessas informações em seu tribunal. Esta decisão foi por sua vez revista pela Suprema Corte do Arkansas quanto aos três acusados em 4 de novembro de 2010.

### Faca de John Mark Byers (1993)
John Mark Byers, o pai adotivo da vítima Christopher Byers, deu uma faca ao cinegrafista Doug Cooper, que estava trabalhando com os documentaristas Joe Berlinger e Bruce Sinofsky durante as filmagens do primeiro longa de Paradise Lost. Era uma faca de caça dobrável fabricada pela Kershaw. De acordo com as declarações dadas por Berlinger e Sinofsky, Cooper informou-os de seu recebimento da faca em 19 de dezembro de 1993. Depois que a equipe do documentário retornou a Nova York, Berlinger e Sinofsky teriam descoberto o que parecia ser sangue na faca. Executivos da HBO ordenaram que a devolvessem para o Departamento de Polícia de West Memphis. A faca não foi recebida no Departamento de Polícia de West Memphis até 8 de janeiro de 1994.
Byers inicialmente alegou que nunca a havia sido usada. No entanto, depois que o sangue foi encontrado na faca, Byers afirmou que ele tinha usado apenas uma vez, para cortar carne de veado. Quando disse que o sangue combinava com o tipo de sangue dele e de Chris, Byers disse que não tinha ideia de como aquele sangue poderia ter ficado na faca. 
Durante o interrogatório, a polícia de West Memphis sugeriu a Byers que ele poderia ter deixado-a acidentalmente, e Byers concordou com isso. Byers mais tarde afirmou que ele pode ter cortado o polegar. Testes adicionais da faca produziram resultados inconclusivos sobre a fonte do sangue. A incerteza permaneceu devido à pequena quantidade de sangue e porque tanto John Mark Byers quanto Chris Byers tinham o mesmo genótipo HLA-DQα.
Byers concordou e passou no teste de polígrafo sobre os assassinatos durante as filmagens de Paradise Lost 2: Revelations, mas o documentário indicou que Byers estava sob a influência de vários medicamentos de prescrição psicoativos que poderiam ter afetado os resultados do teste.

### Impressões de dentes possíveis (1996–1997)
Seguindo suas convicções, Echols, Misskelley e Baldwin enviaram impressões de seus dentes. Estas foram comparadas às alegadas marcas de mordida na testa de Stevie Branch que não haviam sido mencionadas na autópsia ou nojulgamento original. Nenhuma correspondência foi encontrada. John Mark Byers teve seus dentes removidos em 1997, após o primeiro julgamento, mas antes que uma impressão pudesse ser feita. Suas razões declaradas para a remoção são aparentemente contraditórias. Ele alegou que o medicamento para convulsão que estava tomando causava doença periodontal e planejou a remoção por causa de outros tipos de problemas dentários que o incomodaram durante anos. 
Depois que um especialista examinou as fotos da autópsia e observou o que ele achava que poderia ser a impressão de uma fivela no cadáver de Byers, Byers, o mais velho, revelou à polícia que ele havia espancado seu enteado pouco antes de o garoto desaparecer. 

### A retratação de Vicki Hutcheson (2003)
Em outubro de 2003, Vicki Hutcheson, que desempenhou um papel nas prisões de Misskelley, Echols e Baldwin, deu uma entrevista ao Arkansas Times em que afirmava que cada palavra que dera à polícia era uma invenção. Ela afirmou ainda que a polícia havia insinuado que se ela não cooperasse com eles, eles levariam seu filho. Ela disse que quando visitou a delegacia, os funcionários tinham fotografias de Echols, Baldwin e Misskelley na parede e os usavam como alvos de dardos. Ela também alega que uma fita de áudio que a polícia disse ser "ininteligível" (e que acabou perdendo) era perfeitamente clara e não continha declarações incriminatórias. 

### Testes de DNA e novas evidências físicas (2007)
Em 2007, o DNA coletado da cena do crime foi testado. Não foi encontrado nenhum que correspondesse ao DNA de Echols, Baldwin ou Misskelley. Um cabelo "não inconsistente com" o padrasto de Stevie Branch, Terry Hobbs, foi encontrado amarrado nos nós usados para amarrar uma das vítimas. Os promotores, embora admitindo que nenhuma evidência de DNA atou o acusado à cena do crime, disseram: "O Estado está por trás de suas condenações de Echols e seus codecentores." Declaração de Pamela Hobbs em 5 de maio de 2009 no Tribunal Distrital dos Estados Unidos. , Eastern District of Arkansas, Divisão Oeste indica que "um cabelo era compatível com o cabelo do amigo de Terry, David Jacoby" (ponto 16).
17. Além disso, depois dos assassinatos, minha irmã Jo Lynn McCauhey e eu encontramos na mesinha de cabeceira de Terry uma faca que Stevie carregava constantemente e que eu acreditava estar com ele quando ele morreu. Era um canivete que meu pai havia dado a Stevie e Stevie amava aquela faca. Eu fiquei chocado que a polícia não encontrou com Stevie quando encontraram o corpo dele. Eu sempre presumi que o assassino do meu filho havia tomado a faca durante o crime. Eu não podia acreditar que estava nas coisas de Terry. Ele nunca me disse que ele tinha.
18. Além disso, minha irmã Jo Lynn me contou que viu Terry lavar roupas, roupas de cama e cortinas do quarto de Stevie em um momento estranho na época dos assassinatos.
19. Houve novas evidências adicionais descobertas em 2007 que não posso recordar agora.

### Prejuízo do contramestre e do júri (2008)
Em julho de 2008, foi revelado que Kent Arnold, o chefe do júri do julgamento de Echols-Baldwin, havia discutido o caso com um advogado antes do início das deliberações. Arnold foi acusado de defender a culpa dos três acusados e compartilhar conhecimento de provas inadmissíveis, como as declarações de Jessie Misskelley, com outros jurados. Na época, especialistas jurídicos concordaram que essa questão poderia resultar na reversão das condenações de Jason Baldwin e Damien Echols.  
Em setembro de 2008, o advogado (agora juiz) Daniel Stidham, que representou Misskelley em 1994, testemunhou em uma audiência de alívio pós-condenação. Stidham testemunhou sob juramento que durante o julgamento, o juiz David Burnett errou ao fazer uma comunicação imprópria com o júri durante suas deliberações. Stidham ouviu o juiz Burnett discutir uma pausa para o almoço com o capataz do júri e ouviu o capataz responder que o júri estava quase pronto. Ele testemunhou que o juiz Burnett respondeu: "Você vai precisar de comida para quando voltar para a sentença", e que o capataz perguntou em troca o que aconteceria se o réu fosse absolvido. Stidham disse que o juiz fechou a porta sem responder. Ele testemunhou que sua própria falha em registrar o incidente no tribunal e seu fracasso em cumprir os requisitos mínimos da lei estadual para representar um réu em um caso de assassinato de capital era evidência de assistência ineficaz do advogado e que a condenação de Misskelley deveria, portanto, ser desocupada. 

### Pedido de novo julgamento (2007-2010)
Em 29 de outubro de 2007, os documentos foram arquivados em um tribunal federal pelos advogados de defesa de Echols buscando um novo julgamento ou sua libertação imediata da prisão. O documento citou evidências de DNA ligando Terry Hobbs (padrasto de uma das vítimas) à cena do crime e novas declarações da ex-mulher de Hobbs. Também foi apresentado na declaração um novo testemunho de especialistas de que as supostas marcas de facas nas vítimas, incluindo as lesões nos órgãos genitais de Byers, eram, de fato, o resultado da predação de animais depois que os corpos haviam sido despejados. 
Em 10 de setembro de 2008, o juiz David Burnett negou o pedido de novo julgamento, citando os testes de DNA como inconclusivos. Essa decisão foi apelada para a Suprema Corte do Arkansas, que ouviu argumentos orais no caso em 30 de setembro de 2010.

### Decisão da Suprema Corte do Arkansas (2010)
Em 4 de novembro de 2010, a Suprema Corte do Arkansas ordenou que um juiz mais baixo considerasse se evidências de DNA recém-analisadas poderiam exonerar as três. Os juízes também instruíram o tribunal inferior a examinar as alegações de conduta imprópria dos jurados que condenaram Damien Echols à morte e Jessie Misskelley e Jason Baldwin à prisão perpétua. 
No início de dezembro de 2010, David Burnett foi eleito para o Senado do estado de Arkansas. O juiz da Corte de Circuito David Laser foi selecionado para substituir David Burnett e presidir as audiências de prova exigidas pelo recurso bem-sucedido. 

### Acordo e liberação (2011)
Após semanas de negociações, em 19 de agosto de 2011, Echols, Baldwin e Misskelley foram libertados da prisão como parte de um acordo judicial, tornando desnecessárias as audiências ordenadas pela Suprema Corte do Arkansas. Os três entraram em acordos incomuns de Alford. O argumento de Alford é um mecanismo legal que permite que os réus se declarem culpados enquanto ainda afirmam sua inocência real, nos casos em que os réus admitem que os promotores têm provas suficientes para garantir uma condenação. Stephen Braga, um advogado da Ropes & Gray que assumiu a defesa de Echols pro bono a partir de 2009, negociou o acordo com os promotores. 
Sob o acordo, o juiz David Laser desocupou as condenações anteriores, incluindo as condenações por assassinato de capital para Echols e Baldwin, e ordenou um novo julgamento. Cada homem então entrou em um apelo de Alford para acusações menores de assassinato de primeiro e segundo graus enquanto declarava verbalmente sua inocência. O Juiz Laser, em seguida, condenou-os ao tempo de serviço, um total de 18 anos e 78 dias, e cada um recebeu uma imposição suspensa de sentença por 10 anos. Se eles reincidem, podem ser enviados de volta à prisão por 21 anos. 
Fatores citados pelo promotor Scott Ellington por concordar com o acordo incluem que duas das famílias das vítimas se juntaram à causa da defesa, que a mãe de uma testemunha que testemunhou sobre a confissão de Echols questionou a veracidade da filha, e que o empregado de laboratório do estado  que coletou evidências de fibra nas residências dos Echols e Baldwin após a suas detenções morreu. Como parte do acordo, os três homens não podem iniciar uma ação civil contra o Estado por prisão ilegal. 
Muitos dos defensores dos acusados, e os oponentes que ainda acreditam que eles são culpados, estavam descontentes com o acordo invulgar. 
Em 2011, os partidários pressionaram Mike Beebe, o governador do Arkansas, a perdoar Echols, Baldwin e Misskelley com base em sua inocência. Beebe disse que negaria o pedido a menos que houvesse evidência mostrando que alguém cometeu os assassinatos. O promotor Scott Ellington disse que o laboratório criminal do estado de Arkansas ajudaria a procurar outros suspeitos, realizando buscas em qualquer evidência de DNA produzida em testes de laboratório privados durante a investigação da equipe de defesa. Isso incluiria a execução dos resultados por meio do banco de dados Combined DNA Index System do FBI. Ellington disse que, embora ele ainda considerasse os homens culpados, os três provavelmente seriam absolvidos se um novo julgamento fosse realizado por causa do poderoso conselho legal que os representa agora, a perda de evidências ao longo do tempo e a mudança de opinião entre alguns dos membros das testemunhas.

## Opiniões das família e da lei
As famílias das três vítimas estão divididas em suas opiniões quanto à culpa ou inocência do Trio de West Memphis. Em 2000, o pai biológico de Christopher Byers, Rick Murray, expressou suas dúvidas sobre os veredictos de culpado no site West Memphis Three. Em 2007, Pamela Hobbs, mãe da vítima Stevie Branch, juntou-se àqueles que questionaram publicamente os veredictos, pedindo a reabertura e uma investigação mais aprofundada das provas. No final de 2007, John Mark Byers - que anteriormente era veemente em sua crença de que Echols, Misskelley e Baldwin eram culpados - também anunciou que agora acredita que eles são inocentes.  "Eu tinha feito o comentário se fosse provado que os três eram inocentes, eu seria o primeiro a liderar a acusação por sua liberdade", disse Byers, e "aproveito todas as oportunidades que tenho para expressar que o Trio de West Memphis é inocente e as provas e provas provam que são inocentes." Byers falou à mídia em nome do condenado, e expressou seu desejo de justiça para as famílias das vítimas e dos três acusados. 
Em 2010, o juiz Brian S. Miller ordenou que Terry Hobbs, padrasto da vítima Stevie Branch, pagasse US $ 17.590 à cantora do Dixie Chicks, Natalie Maines, pelos custos legais decorrentes de um processo de difamação que ele impetrou contra a banda. Miller demitiu um processo de Hobbs arquivado sobre observações e escritos de Maines, implicando que ele estava envolvido em matar seu enteado. O juiz disse que Hobbs decidiu envolver-se em discussões públicas sobre se as condenações eram justas. 
John E. Douglas, ex-agente do FBI e atual analista criminal do FBI, disse que os assassinatos eram mais indicativos de um único assassino com a intenção de degradar e punir as vítimas, do que de um trio de adolescentes "sem sofisticação". Douglas acreditava que o perpetrador tinha uma história violenta e estava familiarizado com as vítimas e com a geografia local. Douglas foi ex-chefe da unidade do FBI por 25 anos da Unidade de Apoio a Investigações do Centro Nacional para a Análise do Crime Violento. Ele afirmou em seu relatório para a equipe jurídica de Echols que não havia provas de que os assassinatos estavam ligados a rituais satânicos e que a predação de animais post-mortem poderia explicar os supostos ferimentos nas facas.
Ele disse que as vítimas haviam morrido de uma combinação de traumatismo contuso e afogamento, em um crime que ele acreditava ser motivado por uma causa pessoal.

## Documentários, publicações e estudos
Três filmes, Paradise Lost: O Assassinato Infantil em Robin Hood Hills, Paradise Lost 2: Revelations e Paradise Lost 3: Purgatory, dirigidos por Joe Berlinger e Bruce Sinofsky, documentaram este caso e são fortemente críticos do veredicto. Os filmes marcaram a primeira vez que o Metallica permitiu que sua música fosse usada em um filme, o que chamou a atenção para o caso.
Houve vários livros sobre o caso, argumentando também que os suspeitos foram condenados erroneamente: Devil's Knot by Mara Leveritt; Sangue de Inocentes por Guy Reel; e O Último Pentáculo do Sol: Escritos em apoio ao trio, editado por Brett Alexander Savory e M. W. Anderson, e apresentando ficção e não-ficção de autores conhecidos de ficção especulativa. Em 2005, Damien Echols completou seu livro de memórias, Almost Home, Vol 1, oferecendo sua perspectiva do caso. Uma biografia de John Mark Byers, de Greg Day, intitulada Untying the Knot: John Mark Byers and West Memphis Three foi publicada em maio de 2012. 
Muitas músicas foram escritas sobre o caso e dois álbuns foram lançados em apoio aos réus. Em 2000, o álbum Free the West Memphis 3 foi lançado pela KOCH Records. Organizado por Eddie Spaghetti da banda Supersuckers, o álbum contou com várias músicas originais sobre o case e outras gravações de artistas como Steve Earle, Tom Waits, L7 e Joe Strummer. Em 2002, Henry Rollins trabalhou com outros vocalistas de vários grupos de rock, hip hop, punk e metal e membros do Black Flag e Rollins Band na compilação Rise Above: 24 Canções Black Flag para beneficiar o trio de West Memphis. Todo o dinheiro arrecadado com as vendas do álbum é doado aos fundos legais dos acusados. O álbum 2002 da banda Metalcore Zao Parade of Chaos incluiu uma faixa inspirada no case chamado "Free The Three". Em 28 de abril de 2011, a banda Disturbed lançou uma música intitulada "3" como um download em seu site. A música é sobre o trio, com 100% dos rendimentos indo para sua fundação beneficente para o seu lançamento. 
Um site de Martin David Hill, contendo aproximadamente 160.000 palavras e com a intenção de ser uma "investigação completa", agrupa e discute muitos detalhes em torno dos assassinatos e investigações, incluindo algumas informações anedóticas. 
A jornalista investigativa Aphrodite Jones realizou uma investigação do caso em seu programa da Rede de Descoberta True Crime With Aphrodite Jones após as descobertas de DNA. O episódio estreou em 5 de maio de 2011, com extensas informações básicas incluídas na página do programa no site Discovery. Em agosto de 2011, a White Light Productions anunciou que o trio de West Memphis seria apresentado em seu novo programa Wrongfully Convicted. 
Em janeiro de 2010, o jornal de televisão da CBS, 48 Hours, transmitiu "The Memphis 3", uma cobertura detalhada da história do caso, incluindo entrevistas com Echols e apoiadores. Em 17 de setembro de 2011, 48 Hours reprisou o episódio com a atualização de seu lançamento e entrevistas de Echols e sua esposa e Baldwin. Piers Morgan Tonight foi ao ar em um episódio em 29 de setembro de 2011, sobre os planos dos três para o futuro e continuou as investigações sobre o caso. 
West of Memphis, dirigido e escrito por Amy J. Berg, e produzido por Peter Jackson, bem como pelo próprio Echols, estreou no Festival de Cinema de Sundance de 2012. O ator Johnny Depp, antigo defensor do trio e amigo pessoal de Damien Echols, esteve presente para apoiar o filme em sua estréia no Festival Internacional de Cinema de Toronto em 2012. 

## Réus

### Jessie Misskelley Jr.
Jessie Misskelley Jr. (nascido em 10 de julho de 1975) foi preso em conexão com os assassinatos de 5 de maio de 1993. Depois de 12 horas de interrogatório pela polícia, Misskelley, que tem um QI de 72, confessou os assassinatos, e implicou Baldwin e Echols. No entanto, a confissão estava em desacordo com fatos conhecidos pela polícia, como o tempo dos assassinatos. Sob a "regra de Bruton", sua confissão não poderia ser admitida contra seus co-réus e, assim, ele foi julgado separadamente. Misskelley foi condenado por um júri de uma acusação de homicídio em primeiro grau e duas acusações de assassinato em segundo grau. O tribunal condenou-o à mais 40 anos de prisão. Sua condenação foi apelada e confirmada pela Suprema Corte do Arkansas. 
Em 19 de agosto de 2011, Misskelley, juntamente com Baldwin e Echols, entraram em um pedido de Alford. O juiz David Laser, em seguida, condenou-os a 18 anos e 78 dias, a quantidade de tempo que eles tinham servido, e também cobrado uma pena suspensa de 10 anos. Todos os três foram libertados da prisão no mesmo dia. Desde a sua libertação, Misskelley tornou-se noivo de sua namorada do ensino médio e se matriculou em uma faculdade comunitária para treinar como mecânico de automóveis.

### Charles Jason Baldwin
Charles Jason Baldwin (nascido em 11 de abril de 1977) juntamente com Misskelley e Echols, entrou em um apelo Alford em 19 de agosto de 2011. Baldwin se declarou culpado de três acusações de assassinato em primeiro grau, enquanto ainda afirmava sua inocência real. O juiz, em seguida, condenou os três homens a 18 anos e 78 dias, a quantidade de tempo que eles tinham servido, e também cobrado uma pena suspensa de 10 anos.
Baldwin foi inicialmente resistente a concordar com este acordo, insistindo em princípio que ele não se declararia culpado de algo que ele não fez. Mas, ele disse, sua recusa significaria que Echols permaneceu no corredor da morte. "Isso não foi justiça", disse ele sobre o acordo. "No entanto, eles estão tentando matar Damien." Desde a sua libertação, Baldwin se mudou para Seattle para morar com amigos. Ele está em um relacionamento com uma mulher que fez amizade com ele enquanto ele estava na prisão. Ele afirmou que planeja se matricular na faculdade para se tornar um advogado, a fim de ajudar pessoas injustamente  condenadas a provar sua inocência. Baldwin disse em uma entrevista de 2011 com Piers Morgan que ele trabalhava para uma construtora e estava aprendendo a dirigir. 

### Damien Wayne Echols
Damien Wayne Echols (nascido Michael Wayne Hutchison, 11 de dezembro de 1974) estava no corredor da morte, trancado 23 horas por dia na Unidade Supermax de Varner. Em 19 de agosto de 2011, Echols, juntamente com Baldwin e Misskelley, foi libertado da prisão depois que seus advogados e o juiz que cuidavam do novo julgamento e concordaram com um acordo. Sob os termos da alegação de culpa da Alford, Echols e seus co-réus aceitaram a suficiência de provas que apóiam as três acusações de homicídio em primeiro grau, mantendo sua inocência. Evidências de DNA no local não foram encontradas para incluir qualquer indicio de Echols ou seus co-réus.
Echols, ADC # 000931, entrou no sistema em 19 de março de 1994. Até agosto de 2011, ele foi encarcerado no Departamento de Correção do Arkansas (ADC) Varner Unit Supermax. Na prisão, em 1999, ele se casou com a arquiteta paisagista Lorri Davis. Ele se mudou para Nova York após sua libertação.